# Богатир Іван Олександрович
Іва́н Олекса́ндрович Богати́р (нар. 24 квітня 1975) — український футболіст, півзахисник.
Під 39-им номером увійшов до 50-ки найкращих гравців «Металурга» (Запоріжжя) за версією порталу football.ua.

## Кар'єра гравця
Вихованець футбольної школи запорізького «Металурга». Перший тренер — Вадим Іщенко. З 1993 року грав у запорізькому «Вікторі».
Після 7-го туру чемпіонату України 1994/95 команда «Віктор» об'єдналася з клубом Вищої ліги запорізьким «Металургом». Після цього «Металург» очолив Олександр Томах, який привів із собою з «Віктора» 10 футболістів, серед яких був і Іван Богатир. У «Металурзі» Іван дебютував 2 жовтня 1994 року в матчі проти київського «Динамо» (2:2), а останню гру зіграв 10 листопада 2003 року проти дніпропетровського «Дніпра» (0:0), ставши тим футболістом команди Томаха, який затримався в «Металурзі» найдовше з-поміж інших. Під час злету тієї команди в середині 90-их років забив один із найкрасивіших її м'ячів — у падінні через себе після подачі кутового на останніх хвилинах матчу з «Прикарпаттям».
Крім запорізьких команд у біографії Івана були «Таврія», «Металіст», «Миколаїв», «Олександрія» та «Десна».
У листопаді 2013 року під час фінального матчу Кубка України серед ветеранів старше 35 років «Металург» (Запоріжжя) — «Ветеран» (Кривий Ріг) відбулося ігрове зіткнення криворіжця Олександра Семеренка з воротарем власної команди. У результаті зіткнення Семеренко, отримавши травму голови, виявився у критичному стані. Іван Богатир, будучи в цій грі капітаном запорожців, зумів розтиснути щелепи постраждалому, дістав язика, чим звільнив дихальні шляхи й не дав відбутися асфіксії. Оперативні дії Івана, за словами старшого лікаря спортивної медицини ФК «Металург» Олександра Великанова, запобігли зупинці серця в Олександра Семеренка.
Крім виступів у ветеранській команді, Іван підтримував форму в аматорському колективі «Вектор» (Богатирівка), який виступав у чемпіонаті області.

## Тренерська кар'єра
Завершивши професіональну ігрову кар'єру, Іван Олександрович перейшов на тренерську роботу. Був запрошений на посаду асистента головного тренера в команду Другої ліги «Гірник-спорт» із Комсомольська. У серпні 2008 року отримав запрошення в футбольну школу запорізького «Металурга», де прийняв команду юнаків 2001 року народження.